# برج خدا
برج خدا (کره‌ای: 신의 탑; لاتین‌نویسی اصلاح‌شده: Sin-ui Tap) یک مانهوا کشور کره جنوبی است که به عنوان یک وب‌تون توسط لی جونگ هوی ملقب به SIU نوشته و مصور سازی شده و از ژوئن ۲۰۱۰ در پلتفرم وب‌تون شرکت ناور وبتون  منتشر شده است و فصل‌های جداگانه آن توسط یانگ کام در پانزده جلد تا مه ۲۰۲۴ جمع‌آوری و منتشر شده است. برج خدا ترجمه رسمی انگلیسی را توسط ناور وب‌تون در ژوئیه ۲۰۱۴ دریافت کرد.
در ژاپن، وب‌تون برج خدا یک مجموعه تلویزیونی انیمه توسط استودیوی Telecom Animation Film دریافت کرد که برای اولین بار از آوریل تا ژوئن ۲۰۲۰ در Naver Series On در کره جنوبی پخش شد و بلافاصله پس از آن در ژاپن انتشار گردید. کرانچی‌رول نسخه پخش ژاپنی انیمه را برای سرویس استریم خود مجوز و به صورت همزمان منتشر کرد. در آگوست ۲۰۲۲، فصل دوم آن اعلام شد که از ۷ ژوئیه ۲۰۲۴ به نمایش در آمد.

### داستان
برج خدا حول پسری به نام بَم (یورو) می‌چرخد که بیشتر عمر خود را تنها در زیر برجی مرموز گذرانده و تنها فردی که با او ارتباط داشته، دختری به نام لاهل (ریچل) است. روزی لاهل با بم خداحافظی می‌کند تا داخل این برج برود و به آرزوهای خود برسد و از بم می‌خواهد که او را فراموش کند. بم که کسی را جز لاهل ندارد، به دنبال او می‌رود و می‌تواند با باز کردن درهای برج وارد آن شود. او به انجام آزمون‌هایی می‌پردازد که در هر طبقه منتظر بالاروندگان برج خداست. آیا بم موفق به ملاقات دوباره با لاهل می‌شود؟

## رسانه‌ها

### مانهوا
لی جونگ هوی (کره‌ای: 이종휘)، برج خدا را در پلتفرم ناور وبتون در ۳۰ ژوئن ۲۰۱۰ راه اندازی کرد. تا فوریه ۲۰۲۰، برج خدا ۴٫۵ میلیارد بازدید در سراسر جهان به ثبت رسانده است. برج خدا یکی از اولین وبتون‌هایی بود که ترجمه رسمی انگلیسی توسط WEBTOON در ژوئیه ۲۰۱۴ دریافت کرد.
اولین و دومین جلد جمع‌آوری شده به‌طور همزمان توسط یانگ کام در ۱۲ نوامبر ۲۰۱۹ منتشر شدند.
در نوامبر ۲۰۲۱، واتپد اعلام کرد که برج خدا به عنوان بخشی از چاپ جدید آن اسکرولد وب‌تون یک نسخه چاپی در آمریکای شمالی دریافت خواهد کرد.

#### لیست جلدها
| 1  | November 12, 2019 | شابک ‎۹۷۹−۱−۱۹۰−۱۵۳۱۷−۱ |
| 2  | November 12, 2019 | شابک ‎۹۷۹−۱−۱۹۰−۱۵۳۱۸−۸ |
| 3  | May 26, 2020      | شابک ‎۹۷۹−۱−۱۹۰−۱۵۳۲۹−۴ |
| 4  | May 26, 2020      | شابک ‎۹۷۹−۱−۱۹۰−۱۵۳۳۰−۰ |
| 5  | January 12, 2021  | شابک ‎۹۷۹−۱−۱۹۰−۱۵۳۶۱−۴ |
| 6  | January 12, 2021  | شابک ‎۹۷۹−۱−۱۹۰−۱۵۳۶۲−۱ |
| 7  | July 14, 2021     | شابک ‎۹۷۹−۱−۱۹۰−۱۵۳۹۳−۵ |
| 8  | July 14, 2021     | شابک ‎۹۷۹−۱−۱۹۰−۱۵۳۹۴−۲ |
| 9  | March 29, 2022    | شابک ‎۹۷۹−۱−۱۶۷−۷۹۰۷۳−۶ |
| 10 | July 28, 2022     | شابک ‎۹۷۹−۱−۱۶۷−۷۹۱۴۰−۵ |
| 11 | November 23, 2022 | شابک ‎۹۷۹−۱−۱۶۷−۷۹۱۴۰−۵ |
| 12 | March 23, 2023    | شابک ‎۹۷۹−۱−۱۶۷−۷۹۲۱۶−۷ |

### بازی
در سال ۲۰۱۳، ناور یک بازی نقش آفرینی موبایلی را در گوگل پلی بر اساس برج خدا منتشر کرد که توسط Sunrise توسعه یافته بود. این بازی مدت کوتاهی پس از انتشار اولیه، ۱۲۰ میلیون بازیکن جذب کرد. توسعه بازی نقش آفرینی برج خدا به مدت دو سال پس از انتشار اولیه ادامه داشت و این بازی در سال ۲۰۱۶ شاهد عرضه کامل تجاری بود. در فوریه ۲۰۱۶، این بازی در ۵ بازی برتر محبوب در نسخه کره جنوبی گوگل پلی قرار گرفت. یک بازی RPG کراس وب با عنوان Hero Cantare در سال ۲۰۱۹ منتشر شد که برج خدا و عناوین محبوب دیگری مانند خدای دبیرستان و جنگجوی سطح بالا را در خود جای داده است.

### انیمه

پوستر انیمه تلویزیونی برج خدا.

برای نخستین بار یک مجموعه تلویزیونی انیمه در کامیک-کان سئول در اوت ۲۰۱۹ اعلام شد، انیمه با عنوان Kami no Tō -Tower of God- (神之塔 -Tower of God-) در آوریل ۲۰۲۰ به‌طور همزمان در ژاپن، کره جنوبی و ایالات متحده پخش شد. انیمه توسط Telecom Animation Film تولید شده است که شرکت تابعه انیپلکس مسئولیت تولید ژاپنی را بر عهده دارد و Sola Entertainment مدیریت تولید را ارائه می‌دهد. این انیمه توسط تاکاشی سانو و هیروکازو هانای گارگردانی شده است. آهنگسازی
انیمه توسط اریکا یوشیدا صورت گرفته است. ماساشی کودو و میهو تانینو طراحان کاراکتر انیمه بودند و کوین پنکین موسیقی متن را ساخت. گروه کره ای  استر کیدز آهنگ اوپنینگ و اندینگ پایانی را به زبان‌های ژاپنی، انگلیسی و کره ای برای دوبله‌های زبان مربوطه اجرا کردند. این سریال در ۱۳ قسمت پخش شد.
کرانچی‌رول پخش ژاپنی این انیمه را به عنوان محصول مشترک تحت عنوان «کرانچی‌رول اورجینال» پخش کرد. ویز مدیا این مجموعه را برای توزیع رسانه خانگی در آمریکای شمالی مجوز داده است و در ۱۸ ژانویه ۲۰۲۲ در بلوری منتشر شده است.
در آگوست ۲۰۲۲، در طی پانل صنعتی خود در کرانچی‌رول اکسپو اعلام کرد که فصل دوم در حال تولید است.

## بازخورد
تام آکل، رئیس لاین وب‌تون در ژوئیه ۲۰۱۵ اظهار داشت که به‌طور هفتگی مانهوا توسط پنج میلیون نفر خوانده می‌شود.
در پلتفرم اصلی کره ای، برج خدا سودآورترین سری مبتنی بر سیستم پیش نمایش پولی است که خوانندگان می‌توانند تا ۳ فصل را پیش خرید کنند. از زمان انتشار آن در سال ۲۰۱۰، به‌طور مداوم در صدر رتبه‌بندی محبوبیت قرار گرفته است و یکی از قسمت‌ها بیش از ۱ میلیون نظر را دریافت کرده است.